# Syngnathus scovelli
Syngnathus scovelli е вид морска игла от семейство иглови (Syngnathidae). Видът не е застрашен от изчезване.

## Разпространение и местообитание
Разпространен е в Белиз, Бразилия, Венецуела, Гватемала, Кюрасао, Мексико, Никарагуа, Панама, САЩ и Хондурас.
Обитава крайбрежията на сладководни и полусолени басейни, морета, заливи, лагуни и реки в райони с тропически климат. Среща се на дълбочина от 0,5 до 6 m, при температура на водата от 26,4 до 27,2 °C и соленост 36 – 36,2 ‰.

## Описание
На дължина достигат до 18,3 cm.
Продължителността им на живот е около 3 години. Популацията на вида е стабилна.